# Lance Becker
Lance B. Becker é um médico e pesquisador estadunidense, especialista em emergências médicas e no tratamento da parada cardíaca, atualmente na Northwell Health. Diretor do departamento de emergências médica do Hospital Universitário da North Shore, assim como professor da cátedra de emergências médicas na Escola de Medicina Hofstra Northwell.

## Formação Academica
Becker se formou como médico na Faculdade de Medicina da Universidade de Illinois, e fez a residência em Clínica Médica no Centro Médico do Hospital Michael Reese (Michael Reese Hospital and Medical Center). Antes de trabalhar na Northwell, ele fundou e dirigiu o departamento de pesquisa em reanimação da Universidade da Pennsylvania, e o Centro de reanimação em emergências médicas da Universidade de Chicago.

## Área de atuação e pesquisa
Becker é o autor e co-autor de mais de 290 publicações científicas. Sua linha de pesquisa tem se concentrado em estender o tempo entre a parada cardíaca morte clínica e o tempo em que uma pessoa é considerada com morte encefálica e já não pode ser mais reanimada por procedimentos médicos. Historicamente, houve um tempo limite de quatro minutos como padrão, mas este pode ser agora estendido para quinze ou até 30 minutos através de um melhor manejo nas técnicas médicas de reanimação. Becker tem trabalhado para convencer outros médicos que a morte não é necessariamente o que eles aprenderam nos seus livros e textos médicos na faculdade de medicina: no qual os 10 minutos sem oxigênio era igual a morte irreversível.
Ele descobriu que a reintrodução de oxigênio é umas das principais causa de morte celular mais que a própria ausência de oxigênio. A morte celular pode ser atrasada ou até mesmo interrompida através da utilização do tratamento com diminuição da temperatura corporal, hipotermia. Um exemplo é o caso da esquiadora sueca Anna Bagenholm, que caiu através do gelo em água congelante, as baixas temperaturas foi um fator protetor para evitar o dano celular cerebral já que a mesma ficou por mais de uma hora aproximadamente sem oxigênio.
Desde 2014, mais pesquisas estão sendo desenvolvidas e planejadas nessa direção onde o sangue do paciente será substituído por uma solução salina fria, e submetidos a um estado de “profunda hipotermia” induzida clinicamente em temperaturas tão baixas como 50 F (10 C). Para Becker, deve-se drenar o sangue rapidamente e resfriar a pessoa num nível profundo - Segundo suas próprias palavras “Nós tentamos fazer isso todos os dias mas é muito difícil de se fazer. Essa ideia é boa e deve está correta”. Ele acredita que um estado de animação suspensa por um período longo, onde uma pessoa é mantida fria por anos, será eventualmente possível, entretanto com a tecnologia atual essa realidade está muito longe de ser alcanzada.
Becker lidera o projeto MTV-CPR (Reanimação Cardiopulmonar Mecânica, Focada-equipe e Revisada por Vídeo), com base no feedback (retorno) de vídeo nos casos de reanimação cardiopulmonar no Hospital Universitário North Shore (North Shore University Hospital). Em 2020, o grupo de pesquisa dirigido por Becker publicou um estudo de 2 anos mostrando melhores resultados no retorno à circulação espontânea em pacientes que tinha sofrido parada cardíaca dos quais 26% do grupo sem intervenção versus 41% do grupo com intervenção. Becker e Miyara ainda descreveu o primeiro caso de sangramento retroperitoneal devido a um pseudoaneurisma complicado, que resultou em hematúria maciça, embolia pulmonar e parada cardíaca. Este é o primeiro sobrevivente conhecido que apresentou essas características clínicas e patológicas.

## Prémios/Destaques
Becker é membro da Academia Nacional de Ciência de Estados Unidos, tal como da Academia Nacional de Medicina.